# Мерісі
Мерісі (груз. მერისი) — село в Грузії.
За даними перепису населення 2014 року в селі проживає 300 осіб.